# نسیم حسن‌پور
نسیم حسن‌پور تیرانداز زن ایرانی است که در بازی‌های المپیک تابستانی ۲۰۰۴ در تپانچه بادی ۱۰ متر شرکت کرد. نسیم هم در آتن بین ۴۱ نفر بیست و هشتم شد که تا آن مقطع، بهترین عنوان تیراندازهای زن و مرد ایرانی در تاریخ المپیک بود.